# An Nhơn, Châu Thành (Đồng Tháp)
An Nhơn là một xã cũ thuộc huyện Châu Thành, tỉnh Đồng Tháp, Việt Nam.
Xã An Nhơn có diện tích 21,34 km², dân số năm 1999 là 12.888 người, mật độ dân số đạt 604 người/km².